# سالارکیا
سالارکیا، روستایی از توابع بخش رودبار شهرستان شهرستان قزوین در استان قزوین ایران است.

## جمعیت
این روستا در دهستان رودبار شهرستان قرار دارد و براساس سرشماری مرکز آمار ایران در سال ۱۳۸۵، جمعیت آن ۱۳۴ نفر (۳۵خانوار) بوده‌است. به دلیل قرار گرفتن روستا در حاشیه شاهرود عمده محصول روستا برنج و شغل اکثر مردم کشاورزی و دامداری می‌باشد.